# Xã Portland, Quận Plymouth, Iowa
Xã Portland (tiếng Anh: Portland Township) là một xã thuộc quận Plymouth, tiểu bang Iowa, Hoa Kỳ. Năm 2010, dân số của xã này là 1.755 người.